# オクチャーブリスカヤ・レヴォリューツィヤ (軽巡洋艦)
オクチャーブリスカヤ・レヴォリューツィヤ(ロシア語:Октябрьская Революцияアクチャーブリスカヤ・リヴァリューツィヤ)は、ソ連で建造された軽巡洋艦(Лёгкий крейсер)である。ロシア語で「十月革命」という意味の艦名は、大祖国戦争中に活躍した戦艦から受け継がれた。

## 概要

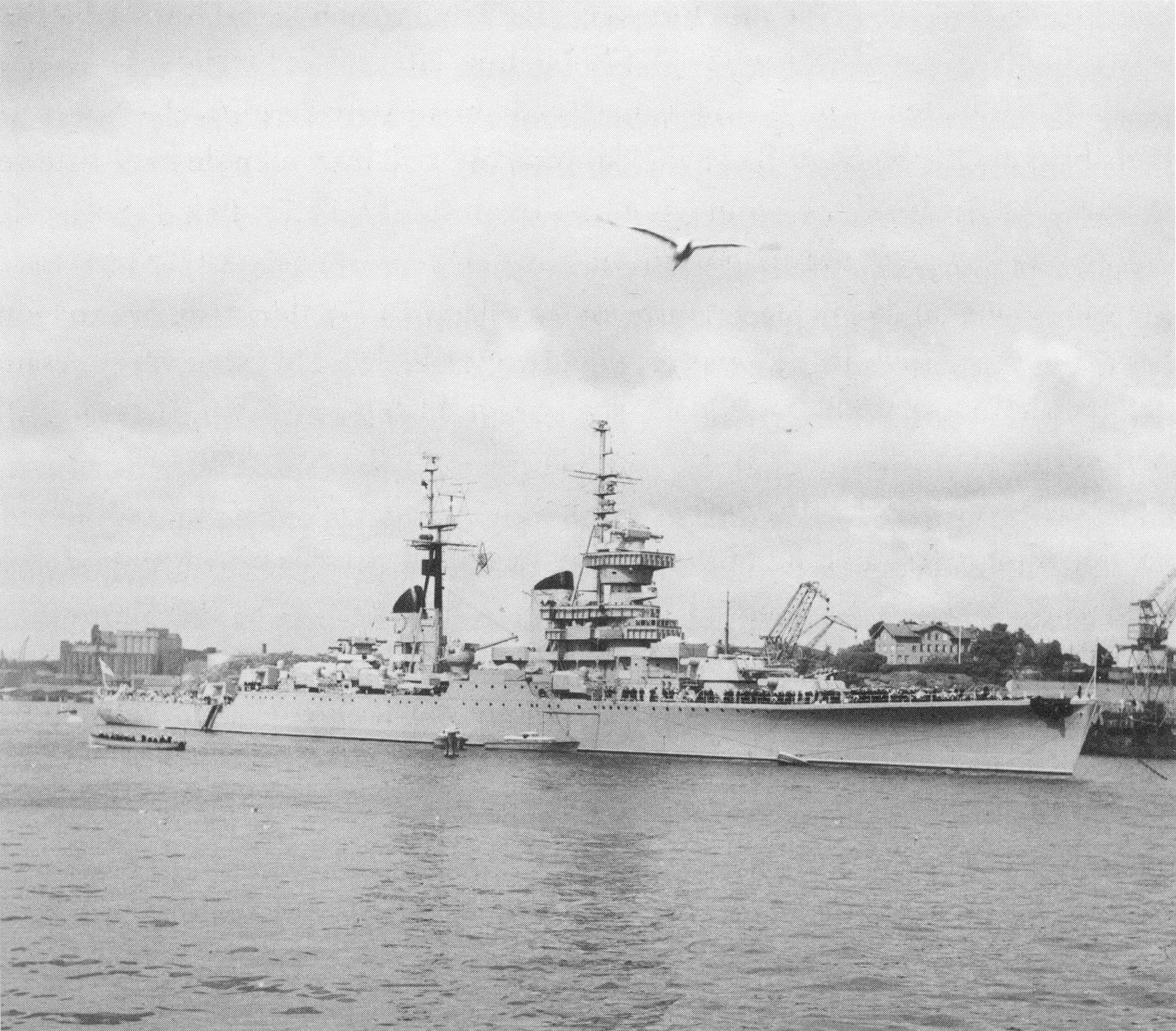
1956年に撮られた「モロトフスク」時代の本艦

### 北方艦隊
オクチャーブリスカヤ・レヴォリューツィヤは、68-bis号計画型軽巡洋艦の11番艦として計画された。当初の艦名は、モロトフスク(ロシア語:Молотовскモーラタフスク)であった。これは、本艦の建造されたセヴェロドヴィンスクの当時の名称である。1952年7月15日にこの町の第402造船工場で起工、翌1953年9月25日にはソ連海軍に編入された。1954年5月25日には進水、12月18日に竣工、北方艦隊に配備された。
1956年8月3日から7日の間には、ノルウェーのオスロを訪問した。その後、8月8日から12日にかけてはスウェーデンのヨーテボリを訪問した。1957年に町の名前が改称されたのに伴い、巡洋艦モロトフスクも同年8月3日付けでオクチャーブリスカヤ・レヴォリューツィヤと艦名を改められた。その後、同年8月30日から9月3日にかけてオスロを再訪問し、ヨーテボリへもまた1958年9月8日から12日にかけて再訪問した。

### バルト艦隊
1960年12月16日には所属変えがあり、二重赤旗受賞バルト艦隊へ移籍した。1961年3月27日には戦列を離脱し、クロンシュタットにて保管状態に入れられた。しかしながら、1966年4月29日には戦列へ復帰した。1968年11月16日から1969年12月25日にかけては、クロンシュタットでオーバーホールを受けた。
1970年5月8日から13日の間は、フランスのシェルブールを訪問した。翌1971年8月17日から22日にかけては、デンマークのコペンハーゲンを訪問した。

### 中東戦争
1973年2月から1976年12月の間には、68-A号計画に従いセヴァストーポリの「セヴモルザヴォート」にて近代化改修を受けた。これにより、オクチャーブリスカヤ・レヴォリューツィヤには新しい高角機関砲コンプレックスAK-230と新しい電子装備が艤装された。
1970年代初頭には、中東戦争に関連する実戦任務に就いた。1970年7月17日から23日と1972年9月25日から10月1日の間は、シリアに対する軍事支援任務を遂行した。1971年5月17日から6月25日と7月5日から9日の間、および1972年9月8日から12日の間は、エジプトに対する軍事支援任務を遂行した。

### 晩年
1978年7月20日から24日にかけては、ポーランドのグディニャを訪問した。1978年10月8日から10日の間は、ドイツ民主共和国のロストクを訪問した。1980年6月27日から30日にかけては、グディニャを再訪した。
1987年9月16日には、資金資産局への引渡しと解体・売却のため、海軍を退役した。1988年2月11日には除籍され、1988年から1990年にかけてレニングラート(現サンクトペテルブルク)の「グラフトルチェルメタ」基地で解体された。